# Беотія
Беотія або Бойотія (грец. Βοιωτία) — центральна територія у Давній Греції. Також є адміністративною одиницею (номом) периферії Центральна Греція. Столиця ному Беотія — місто Лівадія.

## Географія

Карта стародавньої Беотії.

Беотія лежить на північ від східної частини Корінфської затоки. Вона також має коротку берегову лінію на Евбейській затоці. Межувала з Мегаридою (тепер Західна Аттика) на півдні, Аттикою на південному сході, Евбеєю на північному сході, Опунтським Локрисом (тепер Фтіотида) на півночі і Фокідою на заході.
Основні гірські хребти Беотії — Парнас на заході, Гелікон на південному заході, Кітерон на півдні і Парніта на сході. У центральній частині протікає її найдовша річка — Кіфісос.
Копаїда було великим озером в центрі Беотії. Його осушили в XIX столітті. Ілікі — велике озеро поблизу Фів.

## Історія
У Беотії розташоване найдавніше грецьке місто — Грая (грец. Γραία), що означає «давній» або «старий». З назви цього міста походить слово «Греція». Арістотель говорив, що це місто було створене до потопу. Згадки про це давнє місто також можна знайти у Гомера, Павсанія, Фукідіда та інших.
Найвідомішим і найважливішим містом у Беотії були Фіви. Тут за легендою народився міфічний герой Геракл. Давні Фіви були повністю знищені Александром Великим.
Беотія мала велике політичне значення через своє вигідне розташування на північному березі Коринфської затоки. Також вона займає провідне місце в давньогрецькій міфології.
З відомих людей до беотійців належали Піндар, Гесіод, Епамінонд, Пелопід і Плутарх.

## Муніципалітети і комуни
| Муніципалітет | YPES код | Місцева влада (якщо відрізняється) | Поштовий код |
| ------------- | -------- | ---------------------------------- | ------------ |
| Акрефнія      | 0801     |                                    | 322 00       |
| Аліартос      | 0802     |                                    | 322 01       |
| Арахова       | 0804     |                                    | 320 04       |
| Херонея       | 0820     |                                    | 321 00       |
| Давлія        | 0806     |                                    | 320 08       |
| Дервенохорі   | 0807     | Пілі                               | 190 12       |
| Дістомо       | 0808     |                                    | 320 05       |
| Коронія       | 0812     | Айос-Георгіос                      | 320 07       |
| Лівадія       | 0814     |                                    | 321 00       |
| Інофіта       | 0815     |                                    | 320 11       |
| Орхомен       | 0816     |                                    | 323 00       |
| Платеєс       | 0817     | Капареллі                          | 322 00       |
| Схіматарі     | 0818     |                                    | 320 09       |
| Танагра       | 0819     | Арма                               | 320 09       |
| Фіви          | 0810     |                                    | 322 00       |
| Теспій        | 0809     |                                    | 320 02       |
| Тісві         | 0811     | Domvraina                          | 320 10       |
| Вагія         | 0805     |                                    | 320 02       |
| Комуна        | YPES код | Місцева влада (якщо відрізняється) | Поштовий код |
| Антикіра      | 0803     |                                    | 320 12       |
| Кіріякі       | 0813     |                                    | 320 06       |